# گله‌داری هاشم ابراهیمی
گله‌داری هاشم ابراهیمی یک منطقهٔ مسکونی در ایران است که در دهستان هشیوار واقع شده‌است.